# Canápolis (Bahia)
Canápolis is een gemeente in de Braziliaanse deelstaat Bahia. De gemeente telt 11.136 inwoners (schatting 2009).